# Schendylops perditus
Schendylops perditus är en mångfotingart som först beskrevs av Chamberlin 1914.  Schendylops perditus ingår i släktet Schendylops och familjen småjordkrypare. Inga underarter finns listade i Catalogue of Life.